# Great Casterton
Great Casterton è un villaggio della contea inglese di Rutland, nelle Midlands Orientali, ubicata all'incrocio della romana Ermine Street e del fiume Gwash. Si trova a circa tre miglia a nord-ovest di Stamford nel Lincolnshire e davvero molto vicina al confine col Lincolnshire (South Kesteven).
Le prime testimonianze archeologiche risalgono al 44 e sono di un forte romano, da cui poi si sviluppò l'insediamento civile.